# ケータイ Watch
ケータイ Watchは、Impress Watchのひとつで、携帯電話・PHS・スマートフォン関連のニュースを取り扱うウェブサイトである。

## 概要
前身は1999年10月4日に創刊された「Mobile Central」で、2000年4月10日より「ケータイWatch」に名称変更された。
主に携帯電話・PHS関係の情報について扱う。ニュースのほか、さまざまな連載記事が存在する。RSS配信も行われている。更新は平日のみとなっている。

## 主なコーナー

### ニュース
このサイトのメイン記事で、携帯電話・PHSに関するニュースを紹介する。内容は、新機種・新サービスはもちろん、契約者数情報・不具合情報・普及状況・アンケート結果など、多岐に渡る。

### 本日の一品
携帯電話やモバイルに関連するものや、あまり関連しなさそうなものを毎日1点ずつ取り上げるショートレビューコーナー。執筆者は日替わり。平日はほぼ毎日更新。

### いまどきのストラップ
面白いストラップや、一風変わったストラップを紹介する。平日はほぼ毎日更新。

### スタパ齋藤の「スタパトロニクスmobile」
月曜日更新。携帯電話からカイロまで、モバイルに関連したものについて毎回1点ずつ取り上げてスタパ齋藤がレビューするコーナー。Mobile Central時代から続く長寿連載。2000年4月掲載分から現在までの記事を公開中。

### 法林岳之の「週刊モバイルCATCH UP」
法林岳之が新サービスや新機種などを、深く掘り下げて考えるコーナーである。Mobile Central時代から存在するコーナーである。火曜日更新(更新しない週もある)。

### ケータイ用語の基礎知識
携帯電話・PHSに関する用語を毎回1つ取り上げて解説する。毎週水曜日更新。

### The クラッシュ！
Mobile Central時代から存在する読者投稿コーナーで、壊れてしまったモバイル機器の写真を紹介する。投稿されるモバイル機器は携帯電話だけでなく、ノートパソコン・デジタルカメラ・携帯型ゲーム・デジタルオーディオプレーヤーなど、多岐にわたる。毎週木曜日更新。

### けーたい お題部屋
携帯電話に関する意見を読者に問うコーナーである。読者は質問に用意された意見の中から、自分に最も当てはまると思うものを選ぶ。理由はコメントとして書くことが出来る。次回のお題発表時に、前回の集計結果が出る。毎週金曜日更新。
最初はかつて存在した「読者コーナー 小坊主の耳」の1コーナーであったが、2002年3月に同コーナーが終了すると、4月より単体コーナーへ昇格した。

### ケッタイ うおっち
Impress Watchのエイプリルフール企画である、「PC うおっち」の一コーナー。携帯電話に関するジョークのニュースを掲載している。キャリア名・マスコット・サービス名・機関名・企業名等も冗談じみた名前に書き換えられている。
キャリアのケッタイ うおっち上での書き換えられ方は、大体以下のとおりである。なお、これとは違う名前に書き換えられることもよくある。
- NTTドコモ→HTTドコ毛
- au→αu
  - KDDI→KDD1
  - 沖縄セルラー→沖縄ルララ～
- ソフトバンクモバイル→ソフトパンダモバイル
  - ボーダフォン→ボウダホン
  - J-フォン→Jホン
- ウィルコム→ウィィィルコム